# Agallia limbata
Agallia limbata är en insektsart som beskrevs av Carl Ludwig Kirschbaum 1868. Agallia limbata ingår i släktet Agallia och familjen dvärgstritar. Inga underarter finns listade i Catalogue of Life.